# 僕が愛したすべての君へ/君を愛したひとりの僕へ

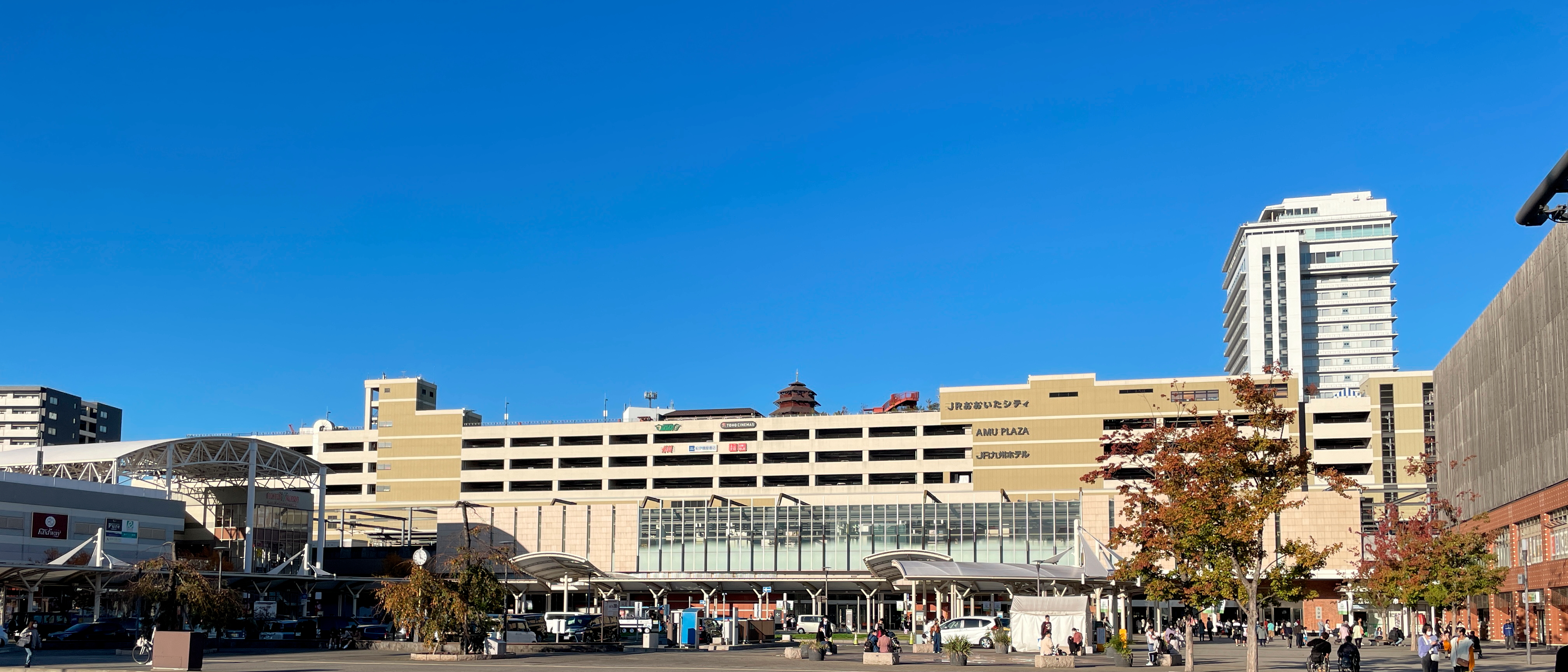
舞台の大分市中心部に位置する大分駅の南口（上野の森口）

『僕が愛したすべての君へ』（ぼくがあいしたすべてのきみへ）、『君を愛したひとりの僕へ』（きみをあいしたひとりのぼくへ）は、乙野四方字による日本の小説。ハヤカワ文庫JA（早川書房）より2016年6月23日に同時刊行された。『僕が愛したすべての君へ』の略称は『僕愛』、『君を愛したひとりの僕へ』の略称は『君愛』。2022年8月10日には両作のスピンオフ作品『僕が君の名前を呼ぶから』（ぼくがきみのなまえをよぶから）が刊行された。2022年10月7日には『僕愛』『君愛』を原作とする2作の劇場アニメ作品が同時公開された。
並行世界の存在が実証された世界における、主人公の幼年期から老年期までの人生と恋模様を描いた作品。『僕愛』『君愛』『僕が君の名前を呼ぶから』の3作ではそれぞれ異なる並行世界におけるできごとが描かれており、同じ人物でも生い立ちや他の人物との関係性は異なる。作者が大分県出身であることから大分市が舞台となっており、実在する地名や施設も登場する。

## あらすじ
パラレルワールドの存在が明確となり、そのための学問、虚質科学がある世界で、主人公の暦は7歳のときに大きな選択をすることとなった。それは両親が離婚することとなり、どちらと共に行くかという選択だった。この選択で彼の運命は大きく変わることとなる。
君を愛したひとりの僕へ 『君愛』
父親に引き取られた日高暦は父親が勤めている「虚質科学研究所」の託児施設で、佐藤栞に出会う。初対面でトラブルこそあったが、同年代かつ家庭環境が似ている二人はすぐに仲良くなり、いつも一緒にいるのが当たり前になっていた。そんなある日、父から研究所に呼び出され、栞と共に暦の父と栞の母から再婚の話を聞く。
僕が愛したすべての君へ 『僕愛』
母親に引き取られた高崎暦は母の実家で祖父母とその愛犬のユノと暮らす。やがて高校生になった暦はクラスメイトの瀧川和音から声をかけられる。彼女の父親も暦の父親と同じく虚質科学研究所に勤めているらしく、彼女は腕につけているまだ実用化されていないIP端末とその数字を見せつつ、彼女は異なる並行世界から来たことを語りだす。

## 登場人物
暦（高崎 暦 / 日高 暦）
『僕愛』『君愛』における主人公。
『僕愛』にて
両親の離婚後は母親と暮らしており、名字は高崎となっている。地元の進学校に進学した高校生時に瀧川和音と出会う。後に進学した九州大学を卒業後、虚質科学研究所に入所。後に結婚して夫婦となる。
『君愛』にて
両親の離婚後は虚質科学研究所研究員の父親と暮らしており、名字は日高となっている。幼少期より研究所の託児施設を利用しておりそこで佐藤栞と出会う。彼女の母親と自分の父親との再婚話によって生じた、栞を巡るある事情から高校中退。虚質科学研究所の研究員となる。
瀧川 和音
『僕愛』におけるメインヒロイン。『僕愛』『君愛』とも暦とは高校のクラスメイト。
『僕愛』にて
高校卒業後、虚質科学を学ぶため暦と同じ九州大学に進学。在学中に高崎暦に告白して交際することとなる。その後は共に虚質科学研究所に入所、大きな成果を残す。後に結婚、息子の涼を出産する。
『君愛』にて
虚質科学研究所にて暦の後輩にして仕事上の相棒となる。
栞（佐藤 栞 / 今留 栞）
『君愛』におけるメインヒロインで、『僕が君の名前を呼ぶから』における主人公。『僕愛』には直接的には登場しない。
『君愛』にて
両親の離婚後は母親と暮らしており、名字は佐藤となっている。研究所の託児施設で日高暦の幼馴染となるが、母親の再婚話を契機に悲劇に見舞われる。
『僕愛』にて
両親は離婚しておらず、名字は今留となっている。
佐藤 絃子
栞の母親で、虚質科学研究所の所長。大学在学中に虚質科学という学問を提唱した。卒業後は地元の大分県に虚質科学研究所を設立し所長となった。
漫画、アニメ、ライトノベルを愛好する面も持ち、理論や装置にそれらから引用した命名をすることがある。
『君愛』にて
暦の父親と親密な関係になり、暦と栞に再婚の話を行う。その後、栞を巡るある事情から再婚どころではなくなるが、独り立ちした暦から催促され、再婚に至る。
『僕愛』にて
ある時の栞の言葉をきっかけに離婚せずにいる。
暦の父
虚質科学研究所の研究員で高名な学者。生活や考えの不一致から暦の母と離婚するが、その後も良好な関係を維持している。劇場版では"日高翔大"という名前に設定されている。
『君愛』にて
佐藤絃子と親密な関係になり、暦と栞に再婚の話を行う。
『僕愛』にて
離婚後も暦とは定期的に会ったり、誕生日プレゼントを贈ったりするなど、親としての愛情は変わらず持っている。
暦の祖父
暦の母の父親にあたり、資産家であるとされる。劇場版では"高崎康人"という名前に設定されている。
『君愛』にて
父親と暮らしている暦が自宅に来た際に温かく迎え、暦と一緒に愛犬ユノのお墓参りをする。
『僕愛』にて
暦が父から貰った誕生日プレゼントを訳あって取り上げる。それに怒る暦だが、その後祖父は他界してしまう。

## 用語
虚質空間
虚質科学における概念上の空間。分子で構成される物質空間に対し、虚質空間は虚質素子と呼ばれる量子で満ちているとされる。
アインズヴァッハの海と泡
虚質科学の概念を分かりやすく説明するために佐藤絃子が考案したモデル。虚質空間を海と考え、その中の泡のひとつひとつを並行世界だとした。名前の由来は赤月カケヤによる小説『キミとは致命的なズレがある』に登場する「アインズヴァッハの門」。
パラレル・シフト
人間の虚質、すなわち意識のみが並行世界にいる自分と入れ替わる現象。
IP（Imaginary Elements Print）
自分が今どの並行世界にいるのかを特定するための指紋のようなもので、3桁の整数と3桁の小数によって表される。日本語で虚質紋とも呼ばれる。
IP端末
IPを観測するためのウェアラブル端末。自分が生まれたときのIPをゼロ世界として登録することで、自分が今どれだけ離れた並行世界にいるのか知ることができる。
IPカプセル
任意の並行世界にシフトするために用いられる機械。正式名称は「アインズヴァッハの揺り籠」。カプセル内に発生させた磁場によって使用者のIPを書き換えることでパラレル・シフトを引き起こす仕組みとなっている。
オプショナル・シフト
IPカプセルを用いてIPを書き換えることで、任意の並行世界にシフトすること。
IPロック
IPを固定化し、他の並行世界にシフトしないようにすること。結婚式など重大なイベントの最中のパラレル・シフトを防いだり、犯罪者がオプショナル・シフトによって並行世界の自分に罪をなすりつけることを防いだりするために用いられる。
虚質素子核分裂症
パラレル・シフトの瞬間にシフト先の体が死亡した場合に行き場を失った虚質がアインズヴァッハの海に留まり、元の体に戻れなくなる現象。その際元の体は脳死のような状態となる。
不可避の事象半径
事象引力のはたらきにより、必ず同じことが起こる並行世界の範囲。その数値にはIPが用いられるため、シュバルツシルト半径になぞらえてシュバルツシルトIP（通称SIP）と呼ばれる。
ギネス・カスケード
ギネス・スタウトに顕著に見られる、ビールをグラスに勢いよく注いだ際に泡が下方へ沈んでいく現象。
昭和通り交差点
主人公が住む街で最も大きな交差点。以前はすべての道路にまたがる大きな歩道橋があったが、現在は撤去されている。表紙イラストや映画のメインビジュアルの背景にも描かれている。
交差点の幽霊
昭和通り交差点に現れると噂されている少女の幽霊。
レオタードの女
昭和通り交差点の脇に建てられた少女の銅像。作中ではある約束の待ち合わせ場所として用いられている。

## 既刊一覧
- 乙野四方字（著） / shimano（イラスト）、早川書房〈ハヤカワ文庫JA〉、既刊3巻（2022年8月10日現在）
  - 『僕が愛したすべての君へ』2016年6月23日発売[3]、ISBN 978-4-15-031233-6
  - 『君を愛したひとりの僕へ』2016年6月23日発売[4]、ISBN 978-4-15-031234-3
  - 『僕が君の名前を呼ぶから』2022年8月10日発売[5]、ISBN 978-4-15-031525-2

## 劇場アニメ
『僕が愛したすべての君へ』『君を愛したひとりの僕へ』の2作品が2022年10月7日に同時公開された。
『僕が愛したすべての君へ』はBAKKEN RECORD、『君を愛したひとりの僕へ』はトムス・エンタテインメントと、それぞれ異なる制作会社とスタッフによって制作された（一部のスタッフは共通）。観る順番によって観終わった後の味わいが大きく変わるとされている。

### キャスト
- 高崎暦 / 日高暦：宮沢氷魚（幼少期：田村睦心、老年期：西岡徳馬）[6]
- 瀧川和音：橋本愛（老年期：余貴美子）[6]
- 佐藤栞：蒔田彩珠[6]
- 日高翔大：浜田賢二[6]
- 高崎真由美：園崎未恵[6]
- 高崎康人：西村知道[6]
- 佐藤絃子：水野美紀[6]

### 楽曲
主題歌（僕愛）・挿入歌（君愛）「雲を恋う」
編曲 - 須田景凪、PRIMAGIC / 作詞・作曲・歌 - 須田景凪
主題歌（君愛）・挿入歌（僕愛）「紫苑」
作詞 - 石原慎也 / 編曲 - Saucy Dog、永澤和真（agehasprings） / 作曲・歌 - Saucy Dog
挿入歌（僕愛）「落花流水」
作詞・作曲・編曲・歌 - 須田景凪
挿入歌（君愛）「サマーデイドリーム」
作詞 - 石原慎也 / 作詞・作曲・歌 - Saucy Dog

### スタッフ
|                               | 僕が愛した すべての君へ       | 君を愛した ひとりの僕へ                 |
| ----------------------------- | ----------------------------- | --------------------------------------- |
| 原作                          | 乙野四方字                    | 乙野四方字                              |
| 監督                          | 松本淳                        | カサヰケンイチ                          |
| メイン演出                    | 工藤進、荻原健                | 備前克彦、松永真彦                      |
| 脚本                          | 坂口理子                      | 坂口理子                                |
| キャラクター原案              | shimano                       | shimano                                 |
| キャラクターデザイン          | 近藤圭一、佐々木里花          | 町田真一                                |
| 作画監督                      | 藤崎賢二、大前祐美子 柴田健児 | 髙野ゆかり、小嶌エリナ 村田憲泰         |
| 美術監督                      | 安田ゆかり                    | 加藤靖忠                                |
| 撮影監督                      | 小西庸平                      | 村上優作                                |
| 色彩設計                      | のぼりはるこ                  | 斉藤明子                                |
| CGディレクター                | -                             | 菅友彦                                  |
| 編集                          | 坂本雅紀                      | 柳圭介                                  |
| 音楽                          | 大間々昂                      | 大間々昂                                |
| 音響監督                      | 今泉雄一                      | 平光琢也                                |
| プロデューサー                | 橘佑香里、斎藤朋之            | 橘佑香里、斎藤朋之                      |
| アソシエイト プロデューサー   | 須藤研人、宍戸潤岳            | 須藤研人、宍戸潤岳                      |
| アニメーション プロデューサー | 大松裕                        | 山川剛史、高吉哲歩                      |
| 企画・プロデュース            | 石黒研三                      | 石黒研三                                |
| アニメーション制作            | BAKKEN RECORD                 | トムス・エンタテインメント /第6スタジオ |
| アニメーション 制作協力       | -                             | 作楽クリエイト                          |
| 製作                          | 「僕愛」「君愛」製作委員会    | 「僕愛」「君愛」製作委員会              |
| 製作幹事                      | 電通                          | 電通                                    |
| 配給                          | 東映                          | 東映                                    |